# 5909 Nagoya
Az 5909 Nagoya (ideiglenes jelöléssel 1989 UT) a Naprendszer kisbolygóövében található aszteroida. Mizuno Josikane és Furuta Tosimasza fedezte fel 1989. október 23-án.